# Nati nel 1941/Novembre
| Questa pagina contiene informazioni ricavate automaticamente dalle voci biografiche con l'ausilio del template Bio e di un bot. L'aggiornamento è periodico e automatico e ricostruisce completamente la pagina. Se manca una persona in questa lista, sei pregato di non aggiungerla, ma accertati piuttosto che la sua voce biografica contenga il template Bio e che i dati anagrafici siano correttamente compilati. Se il template Bio manca, inseriscilo tu stesso o, in alternativa, metti l'avviso {{tmp\|Bio}} che ne segnala la mancanza. Se i dati riportati sono sbagliati, correggi direttamente la voce biografica; le modifiche saranno visibili in questa lista entro pochi giorni. Per chiarimenti vedi il progetto biografie. La lista contiene solo le 199 persone che sono citate nell'enciclopedia e per le quali è stato implementato correttamente il template Bio. Pagina aggiornata al 18 lug 2025. |

- 1º novembre - Joe Caldwell, ex cestista statunitense
- 1º novembre - Paolo Ciclitira, calciatore italiano († 2019)
- 1º novembre - Robert Foxworth, attore statunitense
- 1º novembre - Gino Nunes, politico italiano († 2013)
- 1º novembre - John Pullin, rugbista a 15 inglese († 2021)
- 1º novembre - Motosuke Takahashi, regista e animatore giapponese († 2007)
- 1º novembre - Edith Zimmermann, ex sciatrice alpina austriaca
- 2 novembre - Linda Bement, modella statunitense († 2018)
- 2 novembre - Guido Giustiniano, religioso, teologo e giurista italiano († 1998)
- 2 novembre - Billie Nelson, pilota motociclistico britannico († 1974)
- 2 novembre - Giovanni Salvati, pilota automobilistico italiano († 1971)
- 2 novembre - Giuseppe Stefanelli, ex cestista, allenatore di pallacanestro e imprenditore italiano
- 2 novembre - Mario Trevi, cantante e attore teatrale italiano
- 2 novembre - Bruce Welch, chitarrista, cantante e produttore discografico britannico
- 3 novembre - Jean-Paul Costa, magistrato francese († 2023)
- 3 novembre - Ikuo Matsumoto, allenatore di calcio e ex calciatore giapponese
- 3 novembre - Elías Muñoz, ex calciatore messicano
- 4 novembre - Raúl Bernao, calciatore argentino († 2007)
- 4 novembre - Carlo Cingolani, politico italiano
- 4 novembre - Giacomo Contri, medico e psicoanalista italiano († 2022)
- 4 novembre - Raffaele Cutolo, mafioso italiano († 2021)
- 4 novembre - Carlos Esposito, ex arbitro di calcio argentino
- 4 novembre - Luciano Pacomio, vescovo cattolico italiano
- 4 novembre - Giancarlo Peris, ex mezzofondista italiano
- 4 novembre - Helga Zimmermann, ex cestista tedesca
- 5 novembre - Heinz-Jürgen Bothe, ex canottiere tedesco
- 5 novembre - Emilio Casalini, ciclista su strada italiano († 2024)
- 5 novembre - Art Garfunkel, cantautore e attore statunitense
- 5 novembre - Claudio Gnesutta, economista italiano
- 5 novembre - Nikolaj Jakovenko, lottatore sovietico († 2006)
- 5 novembre - Simon Langton, regista e produttore televisivo britannico
- 5 novembre - Bernard Miège, saggista francese
- 5 novembre - Ion Pîrcălab, ex calciatore rumeno
- 5 novembre - Yoshiyuki Tomino, scrittore e regista giapponese
- 6 novembre - Sergio Biraghi, ammiraglio e agente segreto italiano
- 6 novembre - James Bowman, controtenore britannico († 2023)
- 6 novembre - John Carter, politico statunitense
- 6 novembre - Guy Clark, cantautore e liutaio statunitense († 2016)
- 6 novembre - Guerrino Crivello, attore italiano
- 6 novembre - Ladislav Michalík, ex calciatore cecoslovacco
- 6 novembre - Georges Perroud, calciatore svizzero († 2023)
- 7 novembre - James Gregory, scrittore sudafricano († 2003)
- 7 novembre - Eldar Hansen, dirigente sportivo e ex calciatore norvegese
- 7 novembre - Thomas L. Schumacher, architetto statunitense († 2009)
- 7 novembre - Angelo Scola, cardinale, arcivescovo cattolico e teologo italiano
- 7 novembre - Carlo Senaldi, politico italiano († 2025)
- 7 novembre - Gary Windo, sassofonista, clarinettista e compositore britannico († 1992)
- 8 novembre - Franca Cattaneo, ex modella italiana
- 8 novembre - Minoru Harada, monaco buddista giapponese
- 8 novembre - Luigi Paleari, calciatore italiano († 2021)
- 8 novembre - Marija Pirjevec, storica, traduttrice e scrittrice italiana
- 8 novembre - Simon Standage, violinista e direttore d'orchestra britannico
- 8 novembre - Riccardo Terzi, sindacalista e politico italiano († 2015)
- 9 novembre - Dave Behrman, giocatore di football americano statunitense († 2014)
- 9 novembre - Harald Berg, ex calciatore norvegese
- 9 novembre - Carlos Carvalhas, politico portoghese
- 9 novembre - Tom Fogerty, chitarrista statunitense († 1990)
- 9 novembre - Franco Purini, architetto e saggista italiano
- 9 novembre - Giuseppe Ricciardi, politico italiano
- 9 novembre - Wim Vriend, pallanuotista olandese († 2021)
- 10 novembre - David Ashton, attore, scrittore e conduttore radiofonico scozzese
- 10 novembre - Kurt Axelsson, calciatore svedese († 1984)
- 10 novembre - Graham Clark, tenore britannico († 2023)
- 10 novembre - Adriano Icardi, politico italiano
- 10 novembre - Kyū Sakamoto, cantante, compositore e attore giapponese († 1985)
- 10 novembre - Hans-Wolf Sievert, imprenditore tedesco
- 10 novembre - Karsten Wettberg, allenatore di calcio tedesco
- 11 novembre - Fernando Ribeiro de Mello, editore portoghese († 1992)
- 11 novembre - Bruno Bonollo, ex calciatore italiano
- 11 novembre - Raffaele Cormio, fumettista e illustratore italiano († 1981)
- 11 novembre - Helga Masthoff, ex tennista tedesca
- 11 novembre - Dai Morris, ex rugbista a 15 gallese
- 11 novembre - Giorgio Orefice, pittore italiano
- 11 novembre - Giovanni Salghetti Drioli, politico italiano
- 11 novembre - Hans-Christoph Schmitt, teologo tedesco († 2020)
- 11 novembre - Jorge Solari, allenatore di calcio e ex calciatore argentino
- 12 novembre - Mae-Wan Ho, genetista cinese († 2016)
- 12 novembre - Cristina Peri Rossi, scrittrice, poetessa e giornalista uruguaiana
- 12 novembre - Angelo Quattrocchi, attivista, scrittore e giornalista italiano († 2009)
- 12 novembre - Nino Soprano, cantante italiano
- 12 novembre - Madeleine St John, scrittrice australiana († 2006)
- 12 novembre - Chris Welch, giornalista, scrittore e critico musicale britannico
- 13 novembre - Rauf Rashid Abd al-Rahman, magistrato iracheno
- 13 novembre - Claudio Carafoli, attore teatrale e regista teatrale italiano († 2022)
- 13 novembre - Luca Desiato, giornalista e scrittore italiano
- 13 novembre - Eberhard Diepgen, politico tedesco
- 13 novembre - Henri Elendé, altista congolese (Repubblica del Congo) († 2022)
- 13 novembre - Francesco Forleo, poliziotto, militare e politico italiano († 2018)
- 13 novembre - Eduardo González Viaña, scrittore e giornalista peruviano
- 13 novembre - Jimmy Hawkins, attore e produttore televisivo statunitense
- 13 novembre - Dack Rambo, attore statunitense († 1994)
- 13 novembre - Marie Rottrová, cantante, pianista e compositrice ceca
- 14 novembre - Adriano Aguiari, rugbista a 15 italiano
- 14 novembre - Caza, fumettista francese
- 14 novembre - Romy Diaz, attore e regista filippino († 2005)
- 14 novembre - John Kyndbøl, dirigente sportivo e calciatore danese († 2017)
- 14 novembre - Domenico Losurdo, storico della filosofia italiano († 2018)
- 14 novembre - ʿAbd Allāh al-ʿAzzām, attivista palestinese († 1989)
- 15 novembre - Benjamin Buchloh, storico dell'arte statunitense
- 15 novembre - Adlin Mair-Clarke, velocista giamaicana († 2020)
- 15 novembre - Osmar Miguelucci, ex calciatore argentino
- 15 novembre - Heathcote Williams, poeta, attore e commediografo britannico († 2017)
- 16 novembre - Filippo Frontera, astrofisico italiano
- 16 novembre - Angelo Gilardino, chitarrista, musicologo e compositore italiano († 2022)
- 16 novembre - Ann McLaughlin Korologos, politica, dirigente d'azienda e gallerista statunitense († 2023)
- 16 novembre - Giuseppe Raimondi, designer italiano († 1997)
- 16 novembre - Giorgio Tori, archivista e storico italiano († 2025)
- 17 novembre - James Bregman, judoka statunitense
- 17 novembre - Isabella Di Resta, architetto italiano († 1992)
- 17 novembre - Peter Hoagland, politico statunitense († 2007)
- 17 novembre - James McBratney, criminale statunitense († 1973)
- 17 novembre - Pedro Francisco Miguel, filosofo, scrittore e teologo angolano
- 17 novembre - Jasna Tkalec, giornalista jugoslava († 2017)
- 17 novembre - David Warbeck, attore neozelandese († 1997)
- 18 novembre - Bruno De Zordo, saltatore con gli sci italiano († 2004)
- 18 novembre - David Hemmings, attore, regista e cantante britannico († 2003)
- 18 novembre - Klaus Hildebrand, storico tedesco
- 18 novembre - Tsunehisa Itō, sceneggiatore giapponese († 2021)
- 18 novembre - Alan Rudkin, pugile britannico († 2010)
- 18 novembre - Ante Žaja, ex calciatore jugoslavo
- 19 novembre - Ivanka Hristova, pesista bulgara († 2022)
- 19 novembre - Giuseppe Martellotta, politico italiano († 2025)
- 19 novembre - José Pantieri, storico del cinema italiano († 2013)
- 19 novembre - Theodor Redder, ex calciatore tedesco
- 19 novembre - Michela Roc, attrice italiana († 2013)
- 19 novembre - Tommy Thompson, politico statunitense
- 20 novembre - Gary Karr, contrabbassista statunitense († 2025)
- 20 novembre - Salvatore Parlagreco, scrittore e giornalista italiano
- 20 novembre - Roberta Tagliavini, mercante d'arte e personaggio televisivo italiano
- 20 novembre - Franco Brogi Taviani, regista, sceneggiatore e scrittore italiano
- 21 novembre - İdil Biret, pianista turca
- 21 novembre - Dr. John, cantautore, pianista e chitarrista statunitense († 2019)
- 21 novembre - Stanisław Dragan, pugile polacco († 2007)
- 21 novembre - Julio Anguita, politico spagnolo († 2020)
- 21 novembre - John Hough, regista inglese
- 21 novembre - Juliet Mills, attrice britannica
- 21 novembre - David Porter, musicista e cantante statunitense
- 21 novembre - María Luisa Souza, ex nuotatrice messicana
- 21 novembre - Margriet de Moor, scrittrice e traduttrice olandese
- 22 novembre - Sante Ciacci, ex ciclista su strada sammarinese
- 22 novembre - Tom Conti, attore, regista teatrale e romanziere britannico
- 22 novembre - Nicholas Dante, librettista e ballerino statunitense († 1991)
- 22 novembre - Jerry Greenspan, cestista statunitense († 2019)
- 22 novembre - Natalino Libralesso, doppiatore italiano († 2021)
- 22 novembre - Bruno Matassini, ex calciatore italiano
- 22 novembre - John Schwarz, fisico statunitense
- 22 novembre - Javier Vargas, ex calciatore messicano
- 22 novembre - Jesse Colin Young, cantautore e chitarrista statunitense († 2025)
- 23 novembre - Eugenia Foligatti, cantante italiana
- 23 novembre - Gewargis III, arcivescovo cristiano orientale iracheno
- 23 novembre - Derek Mahon, poeta irlandese († 2020)
- 23 novembre - Alan Mullery, ex calciatore e allenatore di calcio inglese
- 23 novembre - Franco Nero, attore e regista italiano
- 23 novembre - Juan Trigos Senties, romanziere, drammaturgo e critico letterario messicano
- 24 novembre - Horacio Altuna, fumettista argentino
- 24 novembre - Abdelkader Bensalah, politico algerino († 2021)
- 24 novembre - Pete Best, batterista britannico
- 24 novembre - Des Clark, ex pallanuotista australiano
- 24 novembre - John De Andrea, artista e scultore statunitense
- 24 novembre - Pino Donaggio, cantautore e compositore italiano
- 24 novembre - Donald Dunn, bassista, produttore discografico e cantautore statunitense († 2012)
- 24 novembre - Ricardo Piglia, scrittore argentino († 2017)
- 24 novembre - Arno Zerbe, calciatore tedesco orientale († 2012)
- 25 novembre - Elena Arnedo, medico e scrittrice spagnola († 2015)
- 25 novembre - Riaz Ahmed Gohar Shahi, scrittore pakistano
- 25 novembre - Philippe Honoré, fumettista e illustratore francese († 2015)
- 25 novembre - Eleni Karaindrou, compositrice greca
- 25 novembre - Marion Lüttge, ex giavellottista tedesca
- 25 novembre - Christos Papanikolaou, ex astista greco
- 25 novembre - Ahmad Shafiq, politico e generale egiziano
- 25 novembre - Jean-Michel di Falco, vescovo cattolico francese
- 26 novembre - Luigi Negri, arcivescovo cattolico e teologo italiano († 2021)
- 26 novembre - Charles O'Rear, fotografo statunitense
- 26 novembre - Wolfgang Schivelbusch, giornalista e storico tedesco († 2023)
- 26 novembre - Agnès b., stilista francese
- 26 novembre - Bart Tuinstra, ex cestista olandese
- 27 novembre - Alan Deakin, calciatore inglese († 2018)
- 27 novembre - Aimé Jacquet, ex calciatore e allenatore di calcio francese
- 27 novembre - Maurizio Leigheb, fotografo e scrittore italiano
- 27 novembre - Tom Morga, stuntman e attore statunitense
- 27 novembre - Daniel David Ntanda Nsereko, giudice ugandese
- 27 novembre - Eddie Rabbitt, cantautore e musicista statunitense († 1998)
- 27 novembre - Silvana Sconciafurno, ex schermitrice italiana
- 28 novembre - Laura Antonelli, attrice italiana († 2015)
- 28 novembre - Norm Beaudin, ex hockeista su ghiaccio e allenatore di hockey su ghiaccio canadese
- 28 novembre - Mario Sestili, ex calciatore italiano
- 28 novembre - Benito di Paula, cantante, pianista e compositore brasiliano
- 29 novembre - Ronald Coleman, politico statunitense
- 29 novembre - Lothar Emmerich, calciatore e allenatore di calcio tedesco († 2003)
- 29 novembre - Bill Freehan, giocatore di baseball statunitense († 2021)
- 29 novembre - Jody Miller, cantante statunitense († 2022)
- 29 novembre - Stefan Reisch, ex calciatore tedesco
- 30 novembre - Kees Aarts, calciatore olandese († 2008)
- 30 novembre - Alberto Ginulfi, calciatore italiano († 2023)
- 30 novembre - Ali Hassan al-Majid, politico, generale e criminale di guerra iracheno († 2010)
- 30 novembre - Rosalind Krauss, critica d'arte statunitense
- 30 novembre - Na Moon-hee, attrice cinese
- 30 novembre - Barbara Neely, scrittrice statunitense († 2020)
- 30 novembre - Emily Reuer, attrice e doppiatrice tedesca († 1981)